# Eishockey-Weltmeisterschaft der U18-Frauen 2021
Die Eishockey-Weltmeisterschaft der U18-Frauen 2021 wurde aufgrund der COVID-19-Pandemie von der Internationalen Eishockey-Föderation IIHF abgesagt. Ursprünglich sollten die Turniere im Januar 2021 stattfinden.

## Teilnehmer, Austragungsorte und -zeiträume
- Top-Division: 5. bis 12. Januar 2021 in Linköping and Mjölby, Schweden

Teilnehmer:  Deutschland (Aufsteiger),  Finnland,  Kanada (Titelverteidiger),  Russland,  Schweden,  Schweiz,  Tschechien,  USA
- Division I
  - Gruppe A: 10. bis 16. Januar 2021 in Győr, Ungarn
Teilnehmer:  Frankreich,  Italien,  Japan,  Norwegen (Aufsteiger),  Slowakei (Absteiger),  Ungarn
  - Gruppe B: 10. bis 16. Januar 2021 in Radenthein, Österreich
Teilnehmer:  Republik China (Taiwan) (Aufsteiger),  Volksrepublik China,  Dänemark (Absteiger),  Österreich,  Polen,  Südkorea

- Division II
  - Gruppe A: 19. bis 22. Januar 2021 in Dumfries, England, Großbritannien
 Australien (hatte bereits im August 2020 zurückgezogen)[2],  Großbritannien (Absteiger),  Niederlande,  Spanien (Aufsteiger)
  - Gruppe B: 28. bis 31. Januar 2021 in Kocaeli, Türkei
 Kasachstan (Absteiger),  Lettland (Neuling),  Mexiko,  Neuseeland (hatte bereits im Juli 2020 zurückgezogen)[3],  Türkei